# Hua Xiong
En aquest nom xinès, el cognom és Hua.
Hua Xiong (mort el 191 EC) va ser un general militar sota les ordres del senyor de la guerra Dong Zhuo durant els períodes de la tardana Dinastia Han Oriental i els Tres Regnes de la història xinesa. En el 190 EC, diversos senyors de la guerra de tot el país van formar una coalició contra Dong Zhuo, que retenia a l'Emperador Xian com a ostatge a la cort imperial. En una de les batalles en contra de la coalició, Hua Xiong va ser ajusticiat després que el seu exèrcit va ser derrotat per Sun Jian a Yangren.

## En la ficció
Encara que poc se sap sobre Hua Xiong en els registres històrics, al seu caràcter se li va donar un paper molt més important en la novel·la històrica del Romanç dels Tres Regnes. Va ser descrit com un "home robust de semblant ferotge, àgil i flexible com una bèstia. Tenia un cap redó com un lleopard i els muscles com els d'un mico."
En el capítol 5, ja que els senyors de la guerra de tot el país havien format una coalició contra Dong Zhuo, Hua Xiong va ser situat al Pas Sishui per repel·lir l'atac que s'aproximava. Lü Bu havia demanat inicialment el comandament del pas; però creient Hua Xiong que exagerava, va intervenir declarant: "Una ganiveta de bou per matar un pollastre! No cal que vaja el General. Els tallaré els seus caps tan fàcilment com trauria res de la meva butxaca!" I així Dong Zhuo li va donar a Hua Xiong el comandament del pas.
Després d'haver matat mà a mà i sense ajuda a quatre generals de la coalició – Zu Mao (祖茂), Pan Feng (潘凤), Bao Zhong (鲍忠), i Yu She (俞涉) – Hua Xiong semblava invencible. Malgrat la desconfiança de molts senyors de la guerra de la coalició, especialment del seu comandant Yuan Shao, Guan Yu va oferir-se voluntari per batre's a duel amb Hua Xiong. Per convèncer-los perquè li donaren l'oportunitat de fer-ho, els va dir que si fallava contra Hua Xiong, la coalició podria prendre el seu propi cap com a càstig. Cao Cao, un dels divuit líders de la coalició, va servir a Guan Yu una copa de vi calent però aquest la va refusar, dient que aviat tornaria. En qüestió de minuts Guan Yu va tornar amb el cap de Hua Xiong a la mà, sent el vi encara calent.
En assabentar-se de la defunció de Hua Xiong, l'assessor de Dong Zhuo Li Ru s'angoixà molt. Dong Zhuo, en saber això, crida a consell i va convidar a Li Ru i a la resta dels seus assessors i custodis importants. En la reunió Li Ru va parlar sobre Hua Xiong dient, "Hem perdut al nostre millor líder"; fins i tot posant-lo per sobre del poderós Lü Bu.